# Grans kommun
Grans kommun (norska: Gran kommune) är en kommun i landskapet Hadeland i Innlandet fylke i sydöstra Norge. Kommunens centralort är Jaren.

## Administrativ historik
Grans kommun bildades på 1830-talet, samtidigt med flertalet andra norska kommuner. 1874 överfördes ett obebott område till Jevnakers kommun. 1897 delades kommunen i Grans och Brandbu kommuner. 1962 slogs de två kommunerna samman igen. I samband med detta överfördes ett område med 180 invånare till Jevnakers kommun. Två år senare överfördes ett område med tolv invånare till Vestre Totens kommun.

## Tätorter
I Grans kommun finns två tätorter:
- Brandbu/Jaren (omfattar centralorten Jaren)
- Gran/Ringstad

## Sevärdheter
- Hadelands Folkemuseum
- Steinhuset på Granavollen

## Kända personer
- Rigmor Aasrud, politiker
- Kjersti Grini, handbollsspelare
- Arne Treholt, spiondömd ämbetsman och politiker

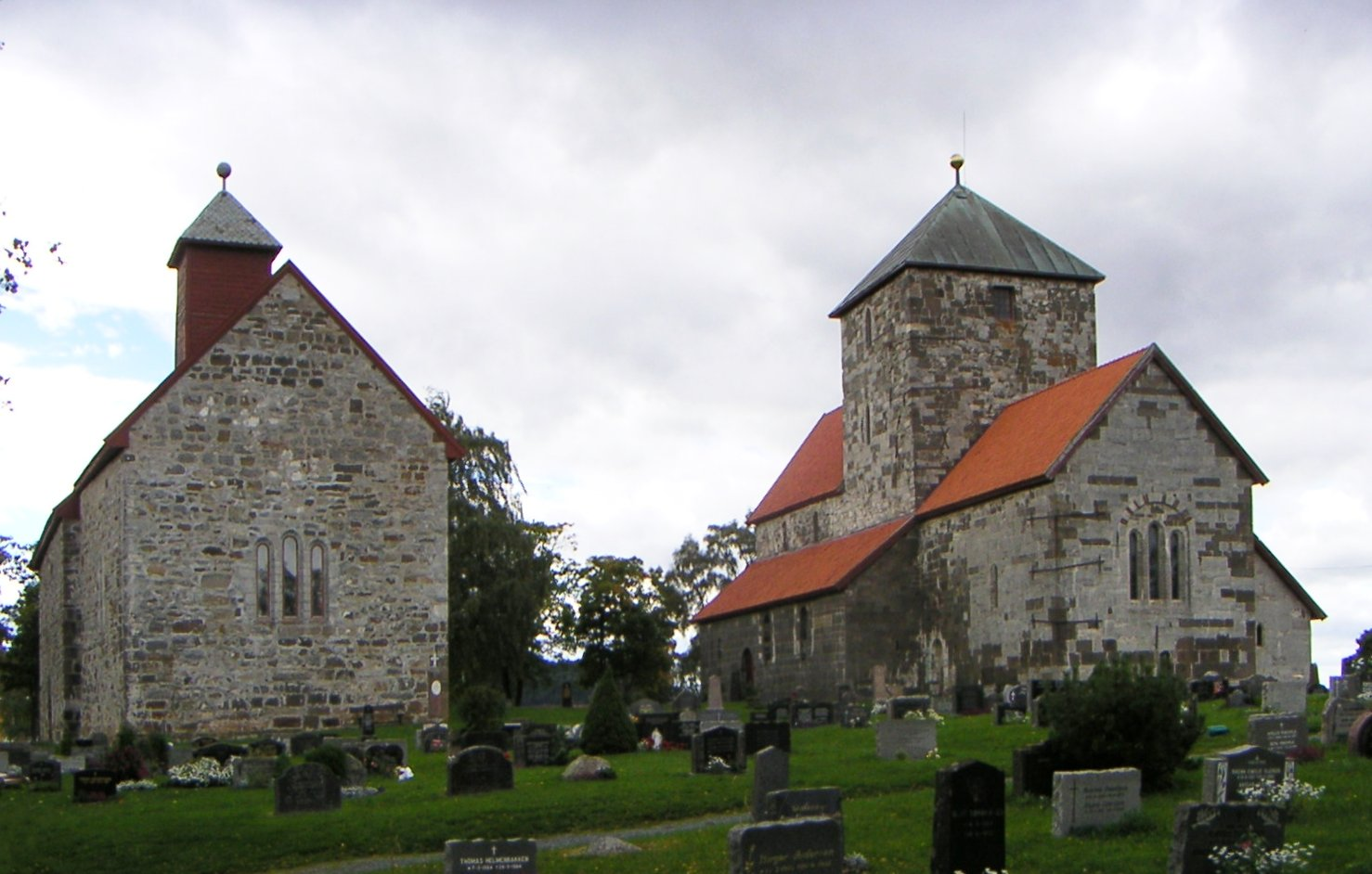
Systerkyrkorna Mariakyrkan och Nikolaikyrkan i Granavollen.